# شهرستان بورلینسکی
شهرستان بورلینسکی (به لاتین: Burlinsky District) یک شهرستان در روسیه است که در سرزمین آلتای واقع شده‌است.